# L'Attaque des donuts tueurs
Pour plus de détails, voir Fiche technique et Distribution.
L'Attaque des donuts tueurs (Attack of the Killer Donuts) est un film américain réalisé par Scott Wheeler et sélectionné en séance de minuit au Festival international du film de comédie de l'Alpe d'Huez 2017. Il s'agit d'un nanar racontant l'histoire de donuts transformés en tueurs d'humains après une expérience scientifique ratée. En France, le film est distribué par Program Store.

## Synopsis
Dans une petite ville des États-Unis, une expérience scientifique qui tourne mal donne naissance à des donuts assoiffés de chair humaine. Johnny, Brandon et Michelle vont devoir tout faire pour sauver leur ville des vicieux donuts.

## Fiche technique
- Titre original : Attack of the Killer Donuts
- Réalisation : Scott Wheeler
- Scénario : Nathan Dalton, Chris De Christopher, Rafael Diaz-Wagner
- Production : Rafael Diaz-Wagner,Nicole M. Saad
- Société de production : Restless Nomad Films
- Durée : 120 minutes
- Pays d'origine :  États-Unis
- Genre : Comédie horrifique et science-fiction

## Distribution
- Justin Ray (VF : Jean-Pierre Leblan) : Johnny Wentworth
- Kassandra Voyagis (VF : Sophie Planet) : Emma Wentworth
- Michael Swan (en) (VF : Rémi Pous) : oncle Luther
- Kayla Compton (VF : Clara Soares) : Michelle Kester
- Alison England (VF : Agnès Manoury) : Mme Scolari
- Chris De Christopher (VF : Yann Pichon) : Cliff Burbank
- Fredrick Burns (VF : Patrick Pellegrin) : l'officier  Hammerstein
- C. Thomas Howell (VF : Fabrice Lelyon) : l'officier Rogers
- Ben Heyman (VF : Adrien Solis) : Howard
- Burt Rutherford (VF : Sylvain Lemarié) : Brian Kester
- Aaron Groben (VF : Fabrice Lelyon) : Bobby
- Lauren Compton (VF : Nayéli Forest) : Veronica
- Michael Rene Walton (VF : Charles Mendiant) : Flanagan
- Grant O'Connell (VF : Alan Aubert-Carlin) : Conrad

## Distinctions
- Sélection au Festival international de l'Alpe d'Huez 2017